# Sainamaina
Sainamaina (Nepali सैनामैना Sainamaina) ist eine Stadt (Munizipalität) im mittleren Terai Nepals im Distrikt Rupandehi. 
Die Stadt entstand 2014 durch Zusammenlegung der Village Development Committees Dudharakchhe und Parroha. 
Das 93,2 km² große Stadtgebiet reicht im Norden bis zur ersten Siwalikkette.
Die Haupt-West-Ost-Verbindung Nepals, die Fernstraße Mahendra Rajmarg verläuft durch Sainamaina.

## Einwohner
Bei der Volkszählung 2011 hatten die VDCs, aus welchen die Stadt Sainamaina entstand, 45.178 Einwohner (davon 20.691 männlich) in 10.073 Haushalten.